# Xã Oconee, Quận Platte, Nebraska
Xã Oconee (tiếng Anh: Oconee Township) là một xã thuộc quận Platte, tiểu bang Nebraska, Hoa Kỳ. Năm 2010, dân số của xã này là 523 người.